# Henryk Kroll
Henryk Kroll (Gogolin; 20 de Janeiro de 1949 — ) é um político da Polónia. Ele foi eleito para a Sejm em 25 de Setembro de 2005 com 7852 votos em 21 no distrito de Opole, candidato pelas listas do partido Mniejszość Niemiecka.
Ele também foi membro da Sejm 1991-1993, Sejm 1993-1997, Sejm 1997-2001, e Sejm 2001-2005.